# Triticodae
Triticodae, nadtribus trava, dio potporodice Pooideae. Opisan je u Taxon 31(2): 192. 1982. Sastoji se od tri tribusa, od kojih su dva monogenerična.

## Tribusi
1. Tribus Littledaleeae Soreng & J. I. Davis
  1. Littledalea Hemsl. (4 spp.)
2. Tribus Bromeae Dumort.
  1. Bromus L. (161 spp.)
3. Tribus Triticeae Dumort.
  1. Anthosachne Steud. (9 spp.)
  2. Connorochloa Barkworth, S. W. L. Jacobs & H. Q. Zhang (1 sp.)
  3. Campeiostachys Drobow (10 spp.)
  4. Elymus L. (179 spp.)
  5. ×Thinoelymus Banfi (0 sp.)
  6. ×Agroelymus G. Camus ex A. Camus (0 sp.)
  7. ×Elyleymus Baum (0 sp.)
  8. ×Agrositanion Bowden (0 sp.)
  9. ×Pseudelymus Barkworth & D. R. Dewey (0 sp.)
  10. Pauneroa V. Lucía, E. Rico, K. Anamth.-Jon. & M. M. Mart. Ort. (1 sp.)
  11. Pseudoroegneria (Nevski) Á. Löve (16 spp.)
  12. Pascopyrum Á. Löve (1 sp.)
  13. Douglasdeweya C. Yen, J. L. Yang & B. R. Baum (2 spp.)
  14. Agropyron Gaertn. (15 spp.)
  15. KengyiliaC. Yen & J. L. Yang (29 spp.)
  16. ×Leymostachys Tzvelev (0 sp.)
  17. Leymus Hochst. (56 spp.)
  18. Psathyrostachys Nevski (10 spp.)
  19. Taeniatherum Nevski (1 sp.)
  20. Crithopsis Jaub. & Spach (1 sp.)
  21. Heteranthelium Hochst. ex Jaub. & Spach (1 sp.)
  22. Hordeum L. (39 spp.)
  23. ×Leydeum Barkworth (0 sp.)
  24. ×Elyhordeum Mansf. ex Cziczin & Petr. (0 sp.)
  25. Hordelymus (Jess.) Harz (1 sp.)
  26. Festucopsis (C. E. Hubb.) Melderis (1 sp.)
  27. Peridictyon Seberg, Fred. & Baden (1 sp.)
  28. Eremopyrum (Ledeb.) Jaub. & Spach (5 spp.)
  29. Secale L. (9 spp.)
  30. Henrardia C. E. Hubb. (2 spp.)
  31. Stenostachys Turcz. (4 spp.)
  32. Australopyrum (Tzvelev) Á. Löve (5 spp.)
  33. Dasypyrum (Coss. & Durieu) T. Durand (2 spp.)
  34. Thinopyrum Á. Löve (15 spp.)
  35. Triticum L. (12 spp.)
  36. ×Triticosecale Wittm. (0 sp.)
  37. ×Trititrigia Tzvelev (0 sp.)
  38. ×Haynaldoticum Cif. & Giacom. (0 sp.)
  39. ×Tritordeum Asch. & Graebn. (0 sp.)
  40. Aegilops L. (21 spp.)
  41. Amblyopyrum (Jaub. & Spach) Eig (1 sp.)
  42. ×Aegilotriticum P. Fourn. (0 sp.)